# 王立平 (机械工程专家)
王立平，清华大学教授、博士生导师，长江学者特聘教授，主要研究领域包括先进制造装备及其控制、并联机器人机构学理论及控制。王立平曾主持863计划等项目，曾获得中国机械工业科技发明一等奖等奖项。